# Ópera de Quebec
La Ópera de Quebec (en francés: Opéra de Québec) es una compañía de ópera canadiense fundada en 1983, y relacionado con la Ópera de Montreal fundada en 1980. La empresa no tiene su propio lugar, pero lleva a cabo sus presentaciones en el Grand Théâtre de Québec en 269 Boulevard René-Lévesque Est. Una empresa profesional anterior con sede en la ópera de Montreal, la Ópera de Quebec (esta vez de la provincia de Quebec), había operado en Montreal entre 1971 y 1975 y también desarrollaba actividades en la ciudad de Quebec.  También hay un festival anual de ópera de Quebec.